# Padrauna
Padrauna (Hindi: पडरौना Paḍraunā [pʌɖˈrɔːna]) ist eine Stadt im indischen Bundesstaat Uttar Pradesh.
Sie liegt rund 75 Kilometer östlich von Gorakhpur und 240 Kilometer nordöstlich von Varanasi im Nordosten von Uttar Pradesh nahe der Grenze zum Nachbarbundesstaat Bihar. 22 Kilometer südlich von Padrauna befindet sich die buddhistische Pilgerstätte Kushinagar, der Todesort des Buddha. Padrauna ist die größte Stadt und Verwaltungssitz des Distrikts Kushinagar.
Beim Zensus 2011 hatte die Stadt 49.723 Einwohner.